# Chöying Dorje
| Tibetische Bezeichnung                      |
| ------------------------------------------- |
| Tibetische Schrift: ཆོས་དབྱིངས་རྡོ་རྗེ་            |
| Wylie-Transliteration: chos dbyings rdo rje |

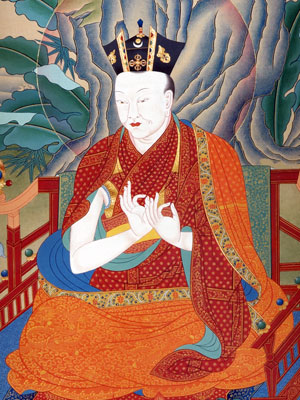
Der 10. Karmapa

Chöying Dorje (tib.: chos dbyings rdo rje; * 1604 in Golog; † 1674) war der 10. Karmapa der Karma-Kagyü-Schule des tibetischen Buddhismus.

## Biographie
In Übereinstimmung mit der Vorhersage seines Vorgängers Wangchug Dorje wurde Chöying Dorje in Golog, einer Region im Nordosten Tibets geboren. Er wurde vom 6. Shamarpa Chökyi Wangchug (1584–1630) anerkannt und in der Tradition der Karma-Kagyü ausgebildet.
Bereits im Alter von sechs Jahren soll Chöying Dorje ein außergewöhnliches Talent zur Malerei und zum Formen von Skulpturen gezeigt haben. Besonders bekannt ist eine Bildreihe des 10. Karmapa zur Lebensgeschichte des Buddha Shakyamuni.
Chöying Dorje sah die Kriege und den politischen Streit, der auf das Land zukommen würde, voraus. Er war sich darüber im Klaren, dass die Gelugpas ihre damaligen politischen Interessen auch mit Hilfe der mongolischen Armee durchsetzen würden. Da er wusste, dass er gezwungen sein würde, Zentraltibet zu verlassen, verteilte er den Großteil seines Besitzes an die Armen und ernannte den 5. Goshri Gyeltshab Rinpoche Dragpa Chöyang (1618–1658) zu seinem Regenten. Gushri Khans Armeen griffen Samzhubzê an und fuhren fort, erhebliche Zerstörungen in Tibet anzurichten. Die Wahrscheinlichkeit war hoch, dass sie den Sitz des Karmapa erreichen würden. Chöying Dorje flüchtete zusammen mit Bediensteten und lebte mehr als drei Jahre in der Wildnis von Bhutan. Sie reisten weiter nach Nord-Yunnan, Burma und Nepal. Wo auch immer er sich aufhielt, pflegte Chöying Dorje den Dharma. Er war auch in der Lage, auf seinem Weg ein paar Klöster zu gründen.
Erst nach über 20 Jahren kehrte der 10. Karmapa in seine Heimat zurück. Er anerkannte Yeshe Nyingpo (1631–1694) als den 7. Shamarpa, der sein spiritueller Erbe wurde. Darüber hinaus anerkannte er Norbu Sangpo (1660–1698) als den 6. Goshri Gyeltshab Rinpoche und er anerkannte auch den 5. Nenang Pawo Rinpoche Tsuglag Thrinle Gyatsho. Chöying Dorje starb im Alter von 71 Jahren. Norbu Sangpo wurde Regent von Tshurphu, Haupt-Linienhalter der Karma-Kagyü wurde Yeshe Nyingpo.
Die politische Landschaft hatte sich nach dem Fall des letzten Königs von Tsang verändert und Ngawang Lobsang Gyatsho, der 5. Dalai Lama, wurde offiziell Herrscher über Tibet.